# Mahilëŭ
Mahilëŭ (in bielorusso Магілёў?) o Mogilëv (in russo Могилёв?) è una città della Bielorussia orientale, capoluogo della voblasc' omonima. Nel 2011 la sua popolazione ammontava a 360 918 persone, dato che rendeva Mahilëŭ la terza città bielorussa per numero d'abitanti.

## Geografia fisica
Mahilëŭ è situata nel nord-est della Bielorussia, in una zona collinare situata circa 180 km a est di Minsk. La città è situata sul fiume Dnepr, e non è molto lontana dai grandi centri industriali di Orša, Vicebsk e Smolensk.

## Storia
Mahilëŭ venne fondata da 200 coloni nel 1267, ciò nonostante l'area era già stata popolata nei due secoli precedenti dalle tribù slave dei Crivichi e dei Radimichi. Con l'annessione della città alla Confederazione polacco-lituana l'economia locale crebbe in virtù della strategica posizione geografica. Mahilëŭ, grazie al suo porto fluviale sul Dnepr, si trovò infatti al centro delle principali direttive commerciali che univano la Russia al resto d'Europa e quelle che dal Mar Baltico arrivavano fino al Mar Nero. L'artigianato locale si specializzò nella produzione di gioielli, ceramiche, armi, pelli, legnami e tessuti. Il volume dei traffici divenne così importante da spingere i sovrani polacchi a dotare la città di una dogana indipendente. Il re polacco Stefano I Báthory garantì alla città i diritti di Magdeburgo nel 1577. Nel 1654 Mahilëŭ venne occupata dai Russi che l'anno seguente, in virtù di un accordo tra lo Zar Alessio Michajlovič ed i mercanti cristiani della città cacciarono gli Ebrei dalla città. Tuttavia una volta fuori le mura della città la popolazione ebraica venne massacrata dai soldati russi. Nel corso della grande guerra del Nord fu attaccata e saccheggiata sia dagli Svedesi che dai Russi. Passò all'Impero russo con la prima spartizione della Polonia nel 1772, anno in cui divenne capoluogo del neoistituito governatorato di Mogilёv, ruolo che ricoprì fino alla rivoluzione russa. Nello stesso anno l'Imperatrice Caterina II di Russia creò unilateralmente per i cattolici residenti nell'Impero la diocesi di Mogilёv, poi da lei elevata a sede arcivescovile dieci anni dopo (riconosciuta dalla Santa Sede nel 1783), che fu per oltre due secoli la diocesi cattolica più grande del mondo (dal 1991 è l'attuale arcidiocesi di Minsk-Mahilëŭ ma con un territorio decisamente più piccolo). Sul finire del XIX secolo Mogilёv, così come altre città della Zona di residenza, ospitava una numerosa comunità ebraica (21.500 persone su 41.100 abitanti totali).
Nel XIX secolo divenne il centro amministrativo, commerciale e culturale più importante della Bielorussia orientale. Durante la prima guerra mondiale Mogilёv divenne la sede della Stavka, il quartier generale dell'esercito russo. Il 18 novembre 1917 i Bolscevichi presero il controllo della città. Quattro mesi dopo venne occupata dall'esercito tedesco che, salvo una breve parentesi durante la quale Mogilёv venne occupata dalle truppe polacche, la tennero fino alla fine della prima guerra mondiale. Grazie alla protezione tedesca la città venne annessa alla neonata Repubblica Popolare Bielorussa. Nel 1919 venne definitivamente occupata dai Sovietici che la inglobarono al territorio della RSS Bielorussa. 
Nel corso della seconda guerra mondiale la città fu occupata dalla Wehrmacht il 26 luglio 1941 durante l'Operazione Barbarossa. Durante l'occupazione nazista la comunità ebraica di Mogilёv venne rinchiusa in un ghetto appositamente costituito e, successivamente assassinata dal personale delle SS e della Ordnungspolizei. Lo stesso Heinrich Himmler durante una sua visita a Mogilёv presenziò all'esecuzione di 279 Ebrei. Il 28 giugno 1944 Mogilёv venne liberata dall'Armata Rossa. Nel dopoguerra la città venne ricostruita e trasformata in un importante centro siderurgico. Nel 1991, con l'indipendenza della Bielorussia dall'Unione Sovietica venne ribattezzata Mahilëŭ. Dato il suo stretto legame storico-geografico con la Russia, la città è spesso identificata con il nome russo di Mogilëv.

## Monumenti e luoghi d'interesse

### Architetture civili
- Palazzo arcivescovile, edificato tra il 1762 e il 1785;
- Teatro drammatico, costruito nel 1888.

### Architetture militari
- Resti del Castello

### Architetture religiose
- Cattedrale dell'Assunzione di Maria Vergine e Santo Stanislao, costruita tra il 1738 ed il 1752 in stile barocco;
- Convento di San Nicola, costruito in stile barocco nel 1668;
- Cattedrale della Trinità, costruita tra il 1909 ed il 1911

## Economia
Mahilëŭ possiede industrie specializzate nei settori meccanico, chimico, elettrotecnico, edile, alimentare, tessile.

## Infrastrutture e trasporti

### Strade
Mahilëŭ è unita a Minsk dalla M4. Nella periferia orientale della città passa anche l'M8, che attraversa da nord a sud tutte le regioni dell'est bielorusso.

## Sport

### Calcio
Le principali squadre di calcio della città sono il Dnjapro Mahilëŭ, che disputa le su partite interne allo Stadio Spartak, e la Torpedo Mahilëŭ.

## Amministrazione

### Gemellaggi
- Kragujevac
- Gabrovo
- Villeurbanne
- Zvenigorod
- Eisenach